# Paul Vernière
Paul Vernière (* 1916; † 1997) war ein französischer Literaturwissenschaftler und Hochschullehrer. Bis 1995 war er Professor an der Sorbonne.
Vernière wies nach, dass der Roman Jacques der Fatalist und sein Herr von Denis Diderot „über einen Zeitraum von fast 20 Jahren“ entstand und daher „ein bis in die letzte ‚Unordnung‘ hinein durchdachtes und ausgereiftes Werk darstellen dürfte“.

## Werk (Auswahl)
- Lumières ou clair-obscur? : 30 essais sur Diderot et quelques autres, Paris, 1988
- Montesquieu et l'esprit des lois ou la raison impure, Paris 1977
- Diderot, ses manuscrits et ses copistes : essai d'introduction à une éd. moderne de ses oeuvres, Paris, 1967
- Spinoza et la pensée française avant la révolution, Paris, 1954